# Kyven Gadson
Kyven Ross Gadson (ur. 9 lipca 1992) – amerykański zapaśnik walczący w stylu wolnym. Srebrny medalista mistrzostw panamerykańskich w 2018. Trzeci w Pucharze Świata w 2019 roku.
Zawodnik Waterloo East High School i Iowa State University. Trzy razy All-American (2013–2015) w NCAA Division I; pierwszy w 2015; czwarty w 2014 i piąty w 2013 roku.